# Bunny (유이카오리의 음반)
《Bunny》(バニー 바니[*])는 유이카오리의 두 번째 정규 음반이다. 2013년 10월 23일에 킹레코드에서 발매됐다.

## 발매
유이카오리의 앨범으로는 전작 《Puppy》에서 약 2년만의 발매로, 제목인 《Bunny》는 “뛰어올라가다” 뜻을 포함한다고 한다. 이번 작품과 동시에, 전작 《Puppy》의 SPECIAL EDITION도 발매됐다.
판매형태는 CD+BD반(KIZC-219/20), CD+DVD반(KIZC-221/22), 통상반(KICS-1981)의 3종 발매로 CD+BD반과 CD+DVD반에 〈Jumpin' Bunny Flash!!〉, 〈그대의 YELL〉, 웨이크 업!!〉, 〈Shiny Blue〉의 PV 및 〈Jumpin' Bunny Flash!!〉의 메이킹을 수록한 블루레이 디스크 및 DVD가 동봉되어있다.

## 수록곡
CD
1. 웨이크 업!!(ウェィカッ!!) [4:27][1]
  - 작사 · 작곡 · 편곡: 마에야마다 켄이치

TV 도쿄 《애니송 플러》 2012년 10월 여는 곡
2. 그대가 세계로 세계는 그대로(君が世界で世界は君で) [4:05][1]
  - 작사: 하타 아키, 작곡 · 편곡: 마에야마다 켄이치
3. 압도적인 GO!!(圧倒的な GO!!) [3:48][1]
  - 작사: IkaZ, 작곡 · 편곡: OTOKAM

PS3용 소프트웨어 《압도적유희 무겐소울즈》 주제가
4. Blitzallies [4:01][1]
  - 작사: 타다노 나츠미, 작곡 · 편곡: 미야자키 마코토
5. in Wonderful Wonder [4:23][1]
  - 노래: 오구라 유이, 작사: 오모리 쇼코, 작곡 · 편곡: 오쿠보 카오루
6. Sunny Ray Beam!! [4:12][1]
  - 노래: 이시하라 카오리, 작사: hotaru, 작곡 · 편곡: 키쿠타 다이스케
7. Shiny Blue [3:58][1]
  - 작사 · 작곡 · 편곡: sino

PS Vita용 소프트웨어 《~성마도 이야기~》 여는 곡
8. 날개가 될 거야(翼になるよ) [4:44][1]
  - 작사: 코다마 사오리, 작곡: 슌류, 편곡: Sizuk
9. marble [5:00][1]
  - 작사: 코다마 사오리, 작곡 · 편곡; 야마사키 히로코
10. 그대의 YELL(君のYELL) [4:44][1]
  - 작사 · 작곡 · 편곡: 나카야마 마사토
11. Jumpin' Bunny Flash!! [5:10][1]
  - 작사: 코다마 사오리, 작곡 · 편곡: 카와타 타카히로
12. 별 내리는 밤의 해피 링크(星降る夜のハッピーリンク) [4:27][1]
  - 작사: 마츠이 고로, 작곡 · 편곡: 모리 신타로

블루레이(CD+BD반만) · DVD(CD+DVD반만)
1. Jumpin' Bunny Flash!! (뮤직비디오)
2. 그대의 YELL (뮤직비디오)
3. 웨이크 업!! (뮤직비디오)
4. Shiny Blue (뮤직비디오)
5. Jumpin' Bunny Flash!! (메이킹)

## 차트
| 차트(2013년)        | 최고 순위 |
| ------------------- | --------- |
| 오리콘              | 15        |
| 빌보드 재팬 톱 앨범 | 13        |
| 사운드스캔 재팬     | 17        |

## 출전
1. 1 2 3 4 5 6 7 8 9 10 11 12 13  “Bunny [CD+Blu-ray Disc]”. 타워레코드. 2013년 9월 25일에 확인함.
2. ↑  성우 그랑프리 & 11월호, 26쪽.
3. ↑  “Bunny（Blu-ray Disc付）”. 《오리콘 스타일》 (일본어). 오리콘. 2013년 10월 31일에 확인함.
4. ↑  “Billboard Japan Top Albums 2013/11/04 付け”. 《빌보드 재팬》 (일본어). 한신 컨텐츠 링크. 2013년 10월 31일에 확인함.
5. ↑  “週間 CDソフト TOP20 2013年10月21日〜2013年10月27日 調査分” [주간 CD 소프트 TOP20 2013년 10월 21일 ~ 2013년 10월 27일 조사분]. 《Phile-web》. 음원출판. 2013년 10월 31일에 확인함.

## 참고 문헌
- “성우 그랑프리” (일본어) (2013년 10월호). 주부의 친구사. 2013년 9월 10일.
- “성우 그랑프리” (일본어) (2013년 11월호). 주부의 친구사. 2013년 10월 10일.
- “성우 애니미디어” (일본어) (2013년 11월호). 학연 퍼블리싱. 2013년 10월 10일: 16.